# Royal Commission on the Ancient and Historical Monuments of Scotland

La Royal Commission on the Ancient and Historical Monuments of Scotland ou RCAHMS (Commission royale sur les monuments anciens et historiques d'Écosse en français) est un organisme public non-départemental fondé par un Royal Warrant en 1908 et financé par le parlement écossais. Il fait partie des Collections nationales d'Écosse et a pour rôle de collecter, enregistrer et commenter des informations sur le patrimoine architectural d'Écosse.